# Teucholabis yezoensis
Teucholabis yezoensis là một loài ruồi trong họ Limoniidae. Chúng phân bố ở miền Cổ bắc.